# 1. deild islandzka w piłce nożnej (2019)
1. deild 2019 (znana jako Inkasso-deild karla ze względów sponsorskich) – 65. edycja 2 poziomu rozgrywek piłki nożnej na Islandii.
Brało w niej udział 12 drużyn, które w okresie od 4 maja do 21 września 2019 rozegrały 22 kolejki meczów. Promocję uzyskały Grótta i Fjölnir.

## Drużyny
| Uczestnicy poprzedniej edycji                                                                                 | Uczestnicy poprzedniej edycji | Uczestnicy poprzedniej edycji | Uczestnicy poprzedniej edycji |
| --- | ----------------------------- | ----------------------------- | ----------------------------- |
| ÞÓR | Þór Akureyri                  | 3                             |                               |
| VÍO | Víkingur Ólafsvík             | 4                             |                               |
| ÞRR | Þróttur Reykjavík             | 5                             |                               |
| NJA | Njarðvík                      | 6                             |                               |
| LEI | Leiknir                       | 7                             |                               |
| HAU | Haukar                        | 8                             |                               |
| FRA | Fram                          | 9                             |                               |
| MAG | Magni                         | 10                            |                               |
| Spadek z Úrvalsdeild                                                                                          |                               |                               |                               |
| FJÖ | Fjölnir                       | 11                            |                               |
| ÍBK | Keflavík                      | 12                            |                               |
| Awans z 2. deild karla                                                                                        |                               |                               |                               |
| AFT | Afturelding                   | 1                             |                               |
| ÍG | Grótta                        | 2                             |                               |
| Oznaczenia: - kolumna pierwsza – skróty nazw drużyn, - kolumna trzecia – miejsce zajęte w poprzednim sezonie. |                               |                               |                               |

## Tabela
| Lp. | Drużyna           | M  | Z  | R | P  | B+ | B- | +/– | Pkt | Awans lub spadek         |
| --- | ----------------- | -- | -- | - | -- | -- | -- | --- | --- | ------------------------ |
| 1   | Grótta (M, A)     | 22 | 12 | 7 | 3  | 45 | 31 | +14 | 43  | awans do Úrvalsdeild     |
| 2   | Fjölnir (A)       | 22 | 12 | 6 | 4  | 49 | 22 | +27 | 42  | awans do Úrvalsdeild     |
| 3   | Leiknir Reykjavík | 22 | 12 | 4 | 6  | 37 | 28 | +9  | 40  |                          |
| 4   | Víkingur Ólafsvík | 22 | 9  | 7 | 6  | 28 | 20 | +8  | 34  |                          |
| 5   | Keflavík          | 22 | 10 | 4 | 8  | 31 | 27 | +4  | 34  |                          |
| 6   | Þór Akureyri      | 22 | 9  | 7 | 6  | 31 | 30 | +1  | 34  |                          |
| 7   | Fram Reykjavík    | 22 | 10 | 3 | 9  | 33 | 32 | +1  | 33  |                          |
| 8   | Afturelding       | 22 | 6  | 5 | 11 | 30 | 37 | −7  | 23  |                          |
| 9   | Magni Grenivík    | 22 | 6  | 5 | 11 | 27 | 49 | −22 | 23  |                          |
| 10  | Þróttur Reykjavík | 22 | 6  | 4 | 12 | 36 | 40 | −4  | 22  |                          |
| 11  | Haukar (S)        | 22 | 5  | 7 | 10 | 31 | 41 | −10 | 22  | spadek do 2. deild karla |
| 12  | Njarðvík (S)      | 22 | 4  | 3 | 15 | 23 | 44 | −21 | 15  | spadek do 2. deild karla |

## Wyniki
| Gospodarz \ Gość  | AFT | FJÖ | FRA | GRÓ | HAU | KEF | LER | MAG | NJA | VÍO | ÞÓR | ÞRÓ |
| ----------------- | --- | --- | --- | --- | --- | --- | --- | --- | --- | --- | --- | --- |
| Afturelding       |     | 1–3 | 3–0 | 0–3 | 1–2 | 1–0 | 2–1 | 4–1 | 2–2 | 0–1 | 1–2 | 1–1 |
| Fjölnir           | 1–1 |     | 3–1 | 0–0 | 2–1 | 1–1 | 1–1 | 4–1 | 1–0 | 1–3 | 4–0 | 6–0 |
| Fram Reykjavík    | 3–1 | 3–2 |     | 2–3 | 1–1 | 1–2 | 2–1 | 4–1 | 2–0 | 0–0 | 3–0 | 2–1 |
| Grótta            | 0–5 | 0–0 | 3–1 |     | 4–0 | 4–3 | 2–3 | 4–1 | 3–1 | 2–2 | 1–1 | 2–2 |
| Haukar            | 1–1 | 1–5 | 2–1 | 2–2 |     | 3–1 | 1–2 | 1–2 | 4–0 | 0–0 | 0–3 | 2–4 |
| Keflavík          | 5–0 | 1–0 | 2–1 | 1–2 | 1–1 |     | 1–3 | 0–3 | 1–0 | 2–1 | 2–0 | 1–3 |
| Leiknir Reykjavík | 3–2 | 0–2 | 2–1 | 2–2 | 2–0 | 1–0 |     | 4–1 | 1–2 | 2–0 | 0–3 | 2–1 |
| Magni Grenivík    | 3–1 | 1–3 | 1–1 | 0–2 | 1–1 | 1–3 | 0–3 |     | 3–2 | 0–0 | 1–1 | 3–1 |
| Njarðvík          | 0–2 | 1–1 | 0–1 | 1–2 | 1–5 | 0–0 | 0–2 | 2–1 |     | 3–0 | 0–2 | 2–3 |
| Víkingur Ólafsvík | 2–0 | 4–1 | 0–1 | 2–0 | 2–0 | 0–1 | 1–1 | 1–2 | 4–2 |     | 2–0 | 0–0 |
| Þór Akureyri      | 3–1 | 1–7 | 3–0 | 2–3 | 1–1 | 0–0 | 1–1 | 0–0 | 2–1 | 1–1 |     | 2–0 |
| Þróttur Reykjavík | 0–0 | 0–1 | 1–2 | 0–1 | 4–2 | 1–3 | 3–0 | 7–0 | 2–3 | 1–2 | 1–3 |     |

## Najlepsi strzelcy
| Bramki | Strzelcy               | Drużyna           |
| ------ | ---------------------- | ----------------- |
| 15     | Helgi Guðjónsson       | Fram Reykjavík    |
| 15     | Pétur Theódór Árnason  | Grótta            |
| 12     | Rafael Victor          | Þróttur Reykjavík |
| 12     | Harley Willard         | Víkingur Ólafsvík |
| 10     | Álvaro Montejo         | Þór Akureyri      |
| 9      | Albert Brynjar Ingason | Fjölnir           |
| 9      | Sólon Breki Leifsson   | Leiknir Reykjavík |

Źródło: 